# Leki przeciwarytmiczne
Leki przeciwarytmiczne, leki antyarytmiczne – grupa leków stosowanych w celu normalizacji nieprawidłowej akcji serca (arytmii), w tym migotania przedsionków, trzepotania przedsionków, częstoskurczu komorowego i migotania komór.
Leki przeciwarytmiczne używane do zahamowania arytmii przedsionkowych (migotanie przedsionków, trzepotanie przedsionków) są powszechnie stosowane, mimo że nie potwierdzono ich wpływu na wydłużenie życia.
W przeszłości uważano, że zahamowanie komorowych arytmii po zawale serca zwiększa średnie przeżycie. Jednakże badania kliniczne wykazały, że hamowanie takich arytmii paradoksalnie zwiększało śmiertelność, co prawdopodobnie wynikało z efektu proarytmicznego tych leków (badanie CAST).
U osób z migotaniem przedsionków leki przeciwarytmiczne są wciąż stosowane. Służy to złagodzeniu objawów, które mogą być związane z utratą komponenty przedsionkowej wypełniania komorowego spowodowanej migotaniem lub trzepotaniem przedsionków.
U osób z arytmiami komorowymi leki przeciwarytmiczne są także nadal stosowane – dotyczy to pacjentów, u których pojawiają się częste epizody arytmii lub którzy mają wysokie ryzyko arytmii komorowych. Leki te są uwzględniane jako leki pierwszego rzutu w zapobieganiu nagłej śmierci w pewnych strukturalnych wadach serca. Niedostateczna skuteczność tych leków może prowadzić do potrzeby zastosowania u pacjenta wszczepialnego kardiowertera-defibrylatora (ICD). W populacji tych pacjentów leki przeciwarytmiczne mogą być stosowane łącznie z ICD. Wówczas rolą ICD jest zapobieżenie nagłej śmierci spowodowanej migotaniem komór, natomiast leki przeciwarytmiczne są używane do zahamowania tachyarytmii komorowych, dzięki czemu ICD może rzadziej dawać impuls elektryczny.
Podejmowano wiele prób klasyfikacji leków przeciwarytmicznych. Problem wynika z faktu, iż wiele z nich ma złożony mechanizm działania, co sprawia, że klasyfikacje są nieprecyzyjne.

## Klasyfikacja Vaughana Williamsa
Klasyfikacja Vaughana Williamsa wprowadzona w 1970 roku, jest najpowszechniej stosowaną klasyfikacją leków przeciwarytmicznych. Schemat tej klasyfikacji jest oparty na podstawowych mechanizmach działania tych leków, jednak jego uzależnienie od podstawowego mechanizmu działania leków jest zastrzeżeniem i ograniczeniem klasyfikacji Vaughana Williamsa. Przykładowo, amiodaron ma mechanizm działania na podstawie którego można go zakwalifikować do każdej z czterech grup. Innym zastrzeżeniem jest brak zgodności w klasyfikacji Vaughana Williamsa w zakresie wspólnego produktu przemian leków z danej grupy. Prokainamid jest lekiem klasy Ia, a jego metabolit N-acetyloprokainamid (NAPA) ma działanie leków klasy IIIa. Ograniczenia klasyfikacji spowodowały, że digoksyna i adenozyna nie mają miejsca w schemacie klasyfikacji Vaughana Williamsa. Zostało to poprawione poprzez włączenie tych leków do utworzonej klasy piątej.
Aktualny podział Vaughana Williamsa przedstawia się następująco:
- klasa I blokuje kanały sodowe
- klasa II to leki sympatykolityczne. Większość leków tej grupy to beta-blokery.
- klasa III reguluje wypływ potasu z komórki
- klasa IV wpływa na kanały wapniowe i węzeł AV
- klasa V wpływa poprzez inne lub nieznane mechanizmy.

### Tabela przeglądowa[6]
| Klasa | Przykłady                                                           | Mechanizm                                                     | Zastosowanie kliniczne |
| ----- | ------------------------------------------------------------------- | ------------------------------------------------------------- | --- |
| Ia    | - dyzopiramid - prokainamid - chinidyna - ajmalina - prajmalina     | Blok kanału sodowego (pośrednio zdysocjowany/niezdysocjowany) | - arytmie komorowe - zapobieganie napadowemu nawracającemu migotaniu przedsionków (wywołanemu przez nadaktywność nerwu błędnego), - prokainamid w zespole Wolffa-Parkinsona-White’a                         |
| Ib    | - lidokaina - fenytoina - meksyletyna - tokainid - aprindyna        | Blok kanału sodowego (szybka dysocjacja)                      | - leczenie zawału mięśnia sercowego i zapobieganie zaraz po nim, jednak takie postępowanie jest obecnie niezalecane z powodu wzrostu ryzyka zatrzymania akcji serca - tachykardia komorowa                  |
| Ic    | - flekainid - enkainid - propafenon - lorkainid                     | Blok kanału sodowego (wolna dysocjacja)                       | - zapobieganie napadowemu migotaniu przedsionków - leczenie nawracających tachyarytmii powstających podczas nieprawidłowego przewodzenia impulsów w sercu                                                   |
| II    | - propranolol - tymolol - metoprolol - atenolol                     | beta blokery                                                  | - spadek śmiertelności z powodu zawału mięśnia sercowego - zapobieganie nawracającym tachyarytmiom |
| III   | - amiodaron - sotalol - bretylium - nibentan - ibutylid - dofetylid | Blok kanałów potasowych                                       | - W zespole Wolffa-Parkinsona-White’a - sotalol: tachykardie komorowe i migotanie przedsionków - nibentan: trzepotanie i migotanie przedsionków - ibutylid i dofetylid: przerywają trzepotanie przedsionków |
| IV    | - werapamil - diltiazem                                             | Blok kanału wapniowego                                        | - zapobieganie nawrotom napadowych nadkomorowych tachykardii - zmniejszenie częstości skurczów komorowych u pacjentów z migotaniem przedsionków                                                             |